# Maria Van Kerkhove
María DeJoseph Van Kerkhove (20 de febrero de 1977) es una epidemióloga de enfermedades infecciosas. Con experiencia en patógenos de alta amenaza, Van Kerkhove se especializa en enfermedades infecciosas emergentes y reemergentes y trabaja en el Programa de Emergencias Sanitarias de la Organización Mundial de la Salud (OMS). Es la líder técnica de la respuesta a la pandemia de COVID-19 y la jefa de la unidad de enfermedades emergentes y zoonosis de la OMS.

## Primeros años y educación
Van Kerkhove nació como Maria Rosanne DeJoseph en New Hartford (Nueva York). En 1999, obtuvo el grado de bachiller en ciencias biológicas de la Universidad Cornell.
En el año 2000 se recibió como máster en epidemiología de la Escuela de Medicina de la Universidad Stanford y en 2009 obtuvo un doctorado en epidemiología de enfermedades contagiosas de la Escuela de Higiene y Medicina Tropical de Londres, donde escribió su tesis sobre la gripe aviaria en Camboya.

## Carrera
De 2000 a 2005, Van Kerkhove fue epidemióloga senior en el Exponent Health Sciences Practice, de Nueva York, Estados Unidos.
De 2006 a 2008 trabajó como epidemióloga en el Instituto Pasteur de Camboya mientras realizaba estudios de campo sobre el H5N1 para su doctorado.
De 2009 a 2015, Van Kerkhove trabajó en el Imperial College de Londres como investigadora principal en el Centro de Análisis y Modelado de Brotes del Consejo de Investigación Médica. Se especializó en Ébola, influenza, meningitis, MERS-CoV y fiebre amarilla. En abril de 2009, comenzó a trabajar como consultora técnica para la Organización Mundial de la Salud (OMS) en su Grupo de Capacidades Globales, Alerta y Respuesta. En 2013, fue consultora técnica de la OMS como miembro del grupo de trabajo contra el MERS-CoV.
De 2015 a 2017 fue la jefa del Grupo de Trabajo de Investigación de Brotes, realizó investigaciones de campo sobre zoonosis circundantes, virus respiratorios y virus emergentes/reemergentes como Zika, MERS-CoV, Ébola y Marburg. Se especializó en investigación de campo para recopilar datos sobre la influenza aviar altamente patógena H5N1 (HPAI/H5N1), con un enfoque en el riesgo de transmisión de aves de corral a humanos.
Van Kerkhove ha sido profesora honoraria en el Imperial College de Londres desde 2015. Ha sido científica, líder técnica contra el MERS-CoV en la OMS en Ginebra, Suiza, desde marzo de 2017. Como parte de su trabajo con la OMS, Van Kerkhove participa regularmente en conferencias de prensa de la OMS sobre la pandemia de COVID-19. Ha proporcionado respuestas a preguntas comunes sobre la pandemia y pasó dos semanas en China en febrero de 2020 para comprender mejor el brote de COVID-19 y de cómo China estaba tratando de controlar el virus.

## Vida personal
Van Kerkhove vive en Ginebra, Suiza, con su marido Neil y dos hijos.

## Publicaciones y trabajos seleccionados
- Van Kerkhove, Maria D (2009). «H5N1/Highly Pathogenic Avian Influenza in Cambodia: Evaluating poultry movement and the extent of interaction between poultry and humans» [H5N1/Influenza aviar altamente patógena en Camboya: evaluación del movimiento de las aves de corral y el grado de interacción entre las aves de corral y los humanos]. PHD Thesis (London: University of London: London School of Hygiene & Tropical Medicine). doi:10.17037/PUBS.00682389. Archivado desde el original el 13 de abril de 2020. Consultado el 24 de marzo de 2020.
- WHO Ebola Response Team; Agua-Agum, J; Ariyarajah, A; Blake, IM; Cori, A; Donnelly, CA; Dorigatti, I; Dye, C et al. (7 de enero de 2016). «Ebola Virus Disease among Male and Female Persons in West Africa» [Enfermedad por el virus del Ébola entre hombres y mujeres en África occidental]. The New England Journal of Medicine 374 (1): 96-8. PMC 4812164. PMID 26736011. doi:10.1056/NEJMc1510305.
- Aguanno, Ryan; ElIdrissi, Ahmed; Elkholy, Amgad A.; Ben Embarek, Peter; Gardner, Emma; Grant, Rebecca; Mahrous, Heba; Malik, Mamunur Rahman et al. (November 2018). «MERS: Progress on the global response, remaining challenges and the way forward» [MERS: Progreso en la respuesta global, desafíos pendientes y el camino a seguir]. Antiviral Research 159: 35-44. PMC 7113883. PMID 30236531. doi:10.1016/j.antiviral.2018.09.002.
- Bernard-Stoecklin, Sibylle; Nikolay, Birgit; Assiri, Abdullah; Bin Saeed, Abdul Aziz; Ben Embarek, Peter Karim; El Bushra, Hassan; Ki, Moran; Malik, Mamunur Rahman et al. (14 de mayo de 2019). «Comparative Analysis of Eleven Healthcare-Associated Outbreaks of Middle East Respiratory Syndrome Coronavirus (Mers-Cov) from 2015 to 2017» [Análisis comparativo de once brotes de coronavirus causados por el síndrome respiratorio de Oriente Medio (Mers-Cov) asociados con la atención médica entre 2015 y 2017]. Scientific Reports 9 (1): 7385. Bibcode:2019NatSR...9.7385B. PMC 6517387. PMID 31089148. doi:10.1038/s41598-019-43586-9.
- Farag, Elmoubasher; Nour, Mohamed; Islam, Md. Mazharul; Mustafa, Aya; Khalid, Minahil; Sikkema, Reina S.; Alhajri, Forhud; Bu-Sayaa, Abdulla et al. (June 2019). «Qatar experience on One Health approach for middle-east respiratory syndrome coronavirus, 2012–2017: A viewpoint» [Experiencia de Qatar sobre el enfoque de Una sola salud para el coronavirus causante del síndrome respiratorio de Oriente Medio, 2012-2017: un punto de vista]. One Health 7: 100090. PMC 6462540. PMID 31011617. doi:10.1016/j.onehlt.2019.100090.
- Ramshaw, Rebecca E.; Letourneau, Ian D.; Hong, Amy Y.; Hon, Julia; Morgan, Julia D.; Osborne, Joshua C. P.; Shirude, Shreya; Van Kerkhove, Maria D. et al. (13 de diciembre de 2019). «A database of geopositioned Middle East Respiratory Syndrome Coronavirus occurrences» [Una base de datos de apariciones geoposicionadas del coronavirus del síndrome respiratorio en Oriente Medio]. Scientific Data 6 (1): 318. Bibcode:2019NatSD...6..318R. PMC 6911100. PMID 31836720. doi:10.1038/s41597-019-0330-0.
- Memish, Ziad A; Perlman, Stanley; Van Kerkhove, Maria D; Zumla, Alimuddin (March 2020). «Middle East respiratory syndrome» [Síndrome respiratorio de Oriente Medio]. The Lancet 395 (10229): 1063-1077. PMC 7155742. PMID 32145185. doi:10.1016/S0140-6736(19)33221-0.
- Elkholy, Amgad A.; Grant, Rebecca; Assiri, Abdullah; Elhakim, Mohamed; Malik, Mamunur R.; Van Kerkhove, Maria D. (March 2020). «MERS-CoV infection among healthcare workers and risk factors for death: Retrospective analysis of all laboratory-confirmed cases reported to WHO from 2012 to 2 June 2018» [Infección por MERS-CoV entre los trabajadores de la salud y factores de riesgo de muerte: análisis retrospectivo de todos los casos confirmados por laboratorio notificados a la OMS desde 2012 hasta el 2 de junio de 2018]. Journal of Infection and Public Health 13 (3): 418-422. PMID 31056437. doi:10.1016/j.jiph.2019.04.011.